# Ните Вало

Ните Вало (на фински: Nitte Valo) е финландска метъл певица.

## Биография
Ните Вало е родена на 30 август 1977 г. в Киурувеси.
През 2008 г. Вало е избрана за певица на групата Батъл Бийст чрез отговор на обява на уебсайта Muusikoiden.net. Напуска групата през септември 2012 г.
След това пее в групите Burning Point (2014 – 2019), Kings of Modesty (2015 – 2016), Seraphiel (2016 – 2019), Dreamtale (от 2019) и в Volymian (от 2019).

## Дискография

### С Батъл Бийст
Водещ вокал (2008 – 2012)
- Demo – 2008[5]
- Demo III – 2010[5]
- Demo IV – 2010[5]
- Show Me How to Die (сингъл) – 2011[5]
- Steel – 2011[5]

### С Бърнинг Пойнт
Вокал (2014 – 2019)
- Burning Point – 2015[5]
- The Blaze – 2016[5]
- The King Is Dead, Long Live The King (сингъл) – 2016[5]

### Със Серафейл
Водещ вокал (2016 – 2019)
- Heretic (Ел Пи) – 2018[5]

### С Кердайнт
Гостуващ беквокал
- Mirrors – 2017	(трак 7, 11)[5]

### С Дриймтейл
Вокал (2019 – )
- The Glory (сингъл) – 2022	[5]
- Everlasting Flame – 2022[5]